# Ulvibacter
Ulvibacter là một chi vi khuẩn thuộc họ Flavobacteriaceae.